# Tsugumi Ohba
Tsugumi Ohba (大場 つぐみ Ōba Tsugumi, născut în Tokyo, Japonia) este un realizator de producții manga și anime. El este recunoscut pentru realizarea seriilor de manga Death Note împreună cu ilustratorul Takeshi Obata în anii 2003-2006 și care a scos în circulație 30 milioane de volume.A doua serie de manga Bakuman (2008-2012) a fost de altfel un succes,reușind să scoată în circulație 15 milioane de volume.În 2014 a colaborat cu realizatorul ”My Little Monster”, Robico pentru o nouă serie ”Skip”Yamada-kun”. 
Identitatea lui reala e un mare secret.El i-a citat pe Shotaro Ishinomori,Fujico Fujio și Fujio Akatsuka, ca fiind sursa lui de inspirație în seriile manga.După cum arată profilul său plasat la fiecare început de volum al Death Note,Ohba colecționează cești de ceai și dezvoltă idei manga în timp ce își ține genunchii apropiați pe scaun,un obicei similar al lui ”L”, unul dintre personajele principale din serie.Există o speculație precum că Tsugumi Ohba este un pseudonim folosit de Hiroshi Gamo.

## Premii și nominalizări
- Nominalizare 2007 - Tezuka Osamu Premiul Cultural Grand Prize pentru Death Note[3]
- Nominalizare 2008 - Angoulême International Comics Festival Selecția Oficială pentru Death Note[4]
- 2008 Eagle Award pentru Favourite Manga pentru Death Note[5]
- Nominalizare 2010 - Manga Taishō pentru Bakuman.[6]